# 3号遠藤舞卒業ライブ〜さよならは別れの言葉じゃなくて再び逢うまでの遠い約束ング!!!〜
『3号遠藤舞卒業ライブ〜さよならは別れの言葉じゃなくて再び逢うまでの遠い約束ング!!!〜』（3ごうえんどうまいそつぎょうライブ さよならはわかれのことばじゃなくてふたたびあうためのとおいやくそくング）は、アイドリング!!!のライブBlu-ray Disc。2014年4月30日にポニーキャニオンからリリースされた。

## 背景・リリース
2014年2月14日にZepp DiverCity Tokyoで行われた、遠藤舞卒業ライブ公演の模様を完全収録したBlu-ray Disc。ほか、オリジナルポストカード1枚の封入特典が付く。
アイドリング!!!1期生でありグループリーダーであった遠藤舞が、2013年12月に開催されたアイドリング!!!の13thライブ公演で、グループの卒業を表明した件が背景となっている。
本編
2006年10月のアイドリング!!!結成期から約7年半に及ぶ、遠藤舞のグループにおける活動の集大成として、全33曲というアイドリング!!!ライブ公演史上、最多のセットリストとなっている。ステージ衣装は遠藤がデザインし、最新曲から古い曲へと遡る流れが演出された。このような選曲や構成には自身が深く関わっており、随所に遠藤のアイデアが盛り込まれている。これらの内容を知らされた各メンバーは、膨大な曲や演出に驚嘆し、遠藤の貪欲さに感嘆したという。
中学生メンバーであった清久レイア、古橋舞悠、橋本瑠果、佐藤麗奈の4名は、年齢による時間制約上15曲目までの参加に止どまっている。この件で特に橋本瑠果は、参加曲数が少ない事を非常に残念がっていた。
冠番組『アイドリング!!!』でMCを務めるバカリズムがゲスト出演し、アイドリング!!!の最もヘヴィな曲のひとつで、自身が作詞した「等・等・等 等のSONG」を共に熱唱した。バカリズムは、自身がステージ衣装として着用していた遠藤舞刺繍文字入り長ランを、最後の送別セレモニーで遠藤に贈呈した。これはバカリズム個人が特注した衣装であった。感激した遠藤は、この長ランを羽織ってラストの曲を歌い上げ、皆に別れを告げた。

## 出演者
遠藤舞
外岡えりか・横山ルリカ・河村唯・長野せりな・酒井瞳・朝日奈央・菊地亜美・三宅ひとみ・橘ゆりか・大川藍・橋本楓・倉田瑠夏・伊藤祐奈・後藤郁・尾島知佳・高橋胡桃・石田佳蓮・玉川来夢・清久レイア・古橋舞悠・関谷真由・橋本瑠果・佐藤麗奈・佐藤ミケーラ倭子
ゲスト出演
バカリズム
セレモニー参加
森本さやか

## 収録曲
1. Shine On
2. シャウト!!!
3. I'd Ring
4. サマーライオン
5. さくらサンキュー
6. One Up!!!
7. MAMORE!!!
8. Don't think. Feel !!!
9. eve
10. 粉雪が舞う街並みで
11. やらかいはぁと
12. GO EAST!!! GO WEST!!!
13. プールサイド大作戦
14. 目には青葉 山ホトトギス 初恋
15. Iのスタンダード2014
16. 3度目の記念日 (アコースティックVer.)
17. U (アコースティックVer.)
18. 犯人はあなたです♡ (アコースティックVer.)
19. voice
20. Only One
21. friend
22. 等・等・等 等のSONG (withバカリズム)
23. S.O.W. センスオブワンダー
24. 無条件☆幸福
25. baby blue
26. 告白
27. Snow celebration
28. モテ期のうた
29. 百花繚乱アイドリング!!!
30. Like a shooting star
31. ガンバレ乙女（笑）
32. 「職業:アイドル。」 (アンコール)
33. さよなら・またね・だいすき (アンコール)